# Абделилах Бенкиран
Абделилах Бенкиран (на арабски: عبد الاله بن كيران) е марокански политик (партиен лидер и премиер).
Министър-председател е на Мароко от 29 септември 2011 г., след като партията му спечелва голяма част от местата в парламентарните избори от 2011 г. и сформира коалиция с 3 партии от предишните 2 правителства Водач е на Партията на справедливостта и развитието..

## Семейство
Абделилах Бенкиран е роден в столицата Рабат през 1954 г. Семейството му произхожда от град Фес. Баща му се интересува от суфизъм и ислямски фундаментализъм, докато майка му посещава сбирки на женския клон на партията Истиклял.

## Политика
През 70-те години Бенкиран е ляв политически активист. Представлява гр. Сале в мароканския парламент от 14 септември 1997 г.
Избран е за лидер на партията на справедливостта и развитието през юли 2008 г., като наследява на поста Саадедин Отмани.
Политиката на Бенкиран е основана на демократичност и ислямизъм. В интервю от 2011 г. споделя: „Ако вляза в правителството, няма да бъде, за да казвам на младите жени колко сантиметра да бъдат дълги техните поли. Това не е моя работа. Не трябва да е възможно за когото и да било да заплашва гражданските свободи в Мароко“.
Въпреки това изказване нарича секуларизма „опасна концепция за Мароко“, а през 2010 г. провежда безуспешна кампания с цел да забрани представлението на Елтън Джон в столицата Рабат с претекст, че „насърчава хомосексуалността“.
Правителствтото на Абделилах Бенкиран има за цел среден икономически растеж от 5,5 % годишно по време на мандата си. Друга цел е намаляване нивото на безработица до 8 % до края на 2016 г. при 9,1 % през 2012 г. Правителството му се стреми към засилване на връзките с Европейския съюз, който е главен търговски партньор на страната. Цели се към все по-близко сътрудничество и ангажираност със Съвета за сътрудничество в Персийския залив.